# Dècada del 1010 aC
La dècada del 1010 aC comprèn el període que va des de l'1 de gener del 1019 aC fins al 31 de desembre del 1010 aC.

## Esdeveniments
- 1012 BC - Acastus, rei d'Atenes, mort després de regnar 36 anys, fou succeït pel seu fill Archippus.